# Andrew Filipowski
Andrew "Filip" Filipowski – amerykański przedsiębiorca i producent filmowy polskiego pochodzenia.

## Życiorys

### Nauka
Uczył się w Harvard Business School oraz Uniwersytet Illinois w Chicago.

### Kariera
W 1985 roku założył Platinum Technology, firmę, która zajmuje się wdrażaniem baz danych w zarządzaniu oprogramowaniem. W następnych latach zakładał oraz współzakładał 9 innych firm związanych z technologiami. Obecnie jest prezesem SilkRoad Equity, prywatnej firmy inwestycyjnej.
Jest także prezesem firmy FlureeDB oraz PBC. FlureeDB jest zgodną z ACID bazą danych Blockchain Graph, jest to baza danych z wspierająca wdrażanie w przedsiębiorstwach publicznych, prywatnych i federacyjnych aplikacji intensywnie wykorzystujących dane. Stworzył także Cullinet, największą firmę programistycznej lat 80. dwudziestego wieku, oraz był współzałożycielem Platinum Technology, ósmej największej globalnej firmy programistycznej w momencie sprzedaży do CA za 4 miliardy dolarów amerykańskich. Jest on także aktywnym prezesem i właścicielem firm Fuel50, VeriBlock, Pendulab, SolidSpace, TrueLook oraz MissionMode.

### Życie prywatne
Mieszka w Chicago.

## Filmografia

### Jako producent
- 2012: Head Games
- 2000: In Broad Daylight
- 1998: Savage Season
- 1996: Young and Wild
- 1995: Rivers of Life
- 1995: Africa's Big Five

## Nagrody i wyróżnienia
Jest jednym ze 100 najbardziej wpływowych ludzi w informatyce magazynu Upside Magazine, zdobywca zarówno nagrody E&Y, jak i nagrody Merril Lynch Entrepreneur of the Year. Zdobywca nagrody Torch of Liberty ADL oraz YPO Legacy Award. Każdego roku jedna trzecia rozdziałów uhonorowuje jednego członka, który uosabia i definiuje dziedzictwo YPO dla następnej generacji. Flip został uhonorowany i uhonorowany jako First Captain & Honored Old Boy of St John's Northwestern Military Academy. Niedawno nazwany jednym z 50 najlepszych start-upów wpływowych w 2016 roku według LinkedIn. Jest także zdobywcą nagrody 80-bu Kokugyo w All Japan Combined Show 2006 i Taisho Sanshoku - Grand Champion na wystawie ZNA Southern California Show.